# 朝鮮半島の建築

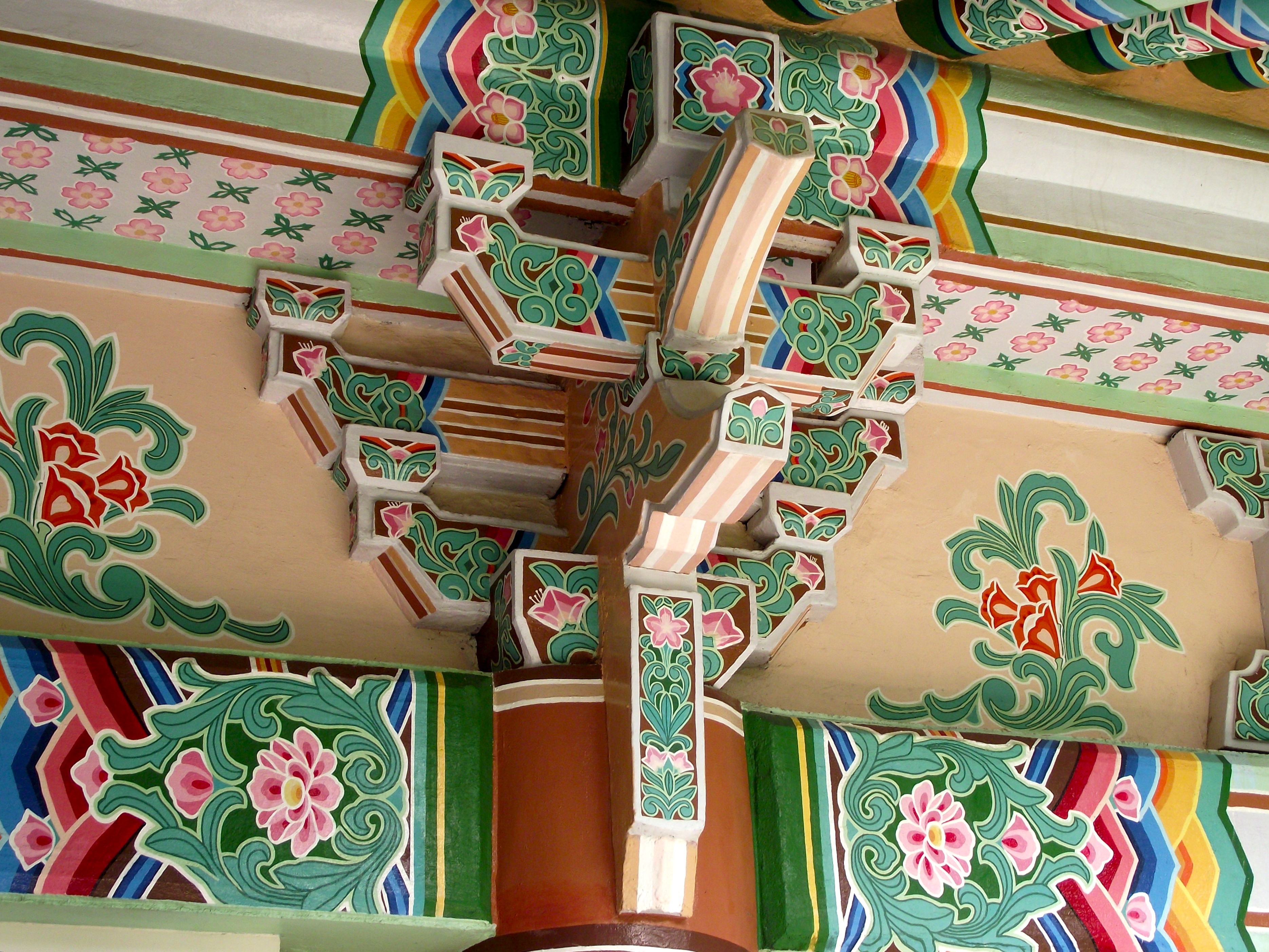
北朝鮮の妙香山にある「朝韓友好展示館」の「丹青」という装飾。

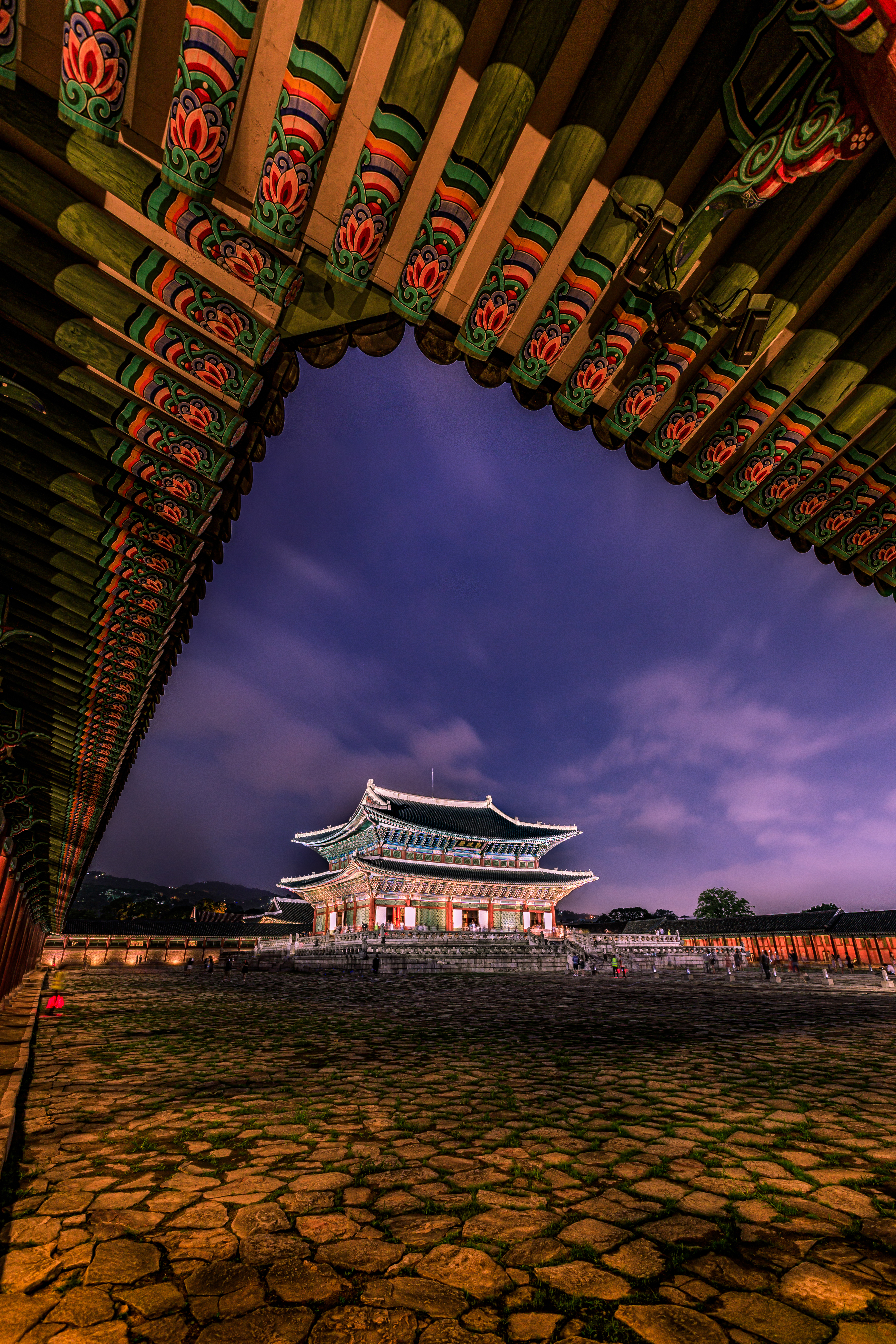
大韓民国に位置する景福宮の勤政殿で、1868年に建てられた。

朝鮮半島の建築（ちょうせんはんとうのけんちく、朝鮮語: 한국건축）とは、朝鮮半島上のさまざまな国々が何世紀にもわたって発展してきた独自の建築様式のことを指す。
現代では、説明がない場合「朝鮮半島の建築」という言葉は「大韓民国の伝統建築」のみを指す。「北朝鮮の伝統建築」を指すこともできるが、北朝鮮の言論審査や史料封鎖により、その意味で使われることは非常に少ない。英語ではどちら「Korean Architecture」として扱われ、朝鮮半島全般の伝統建築と韓国の伝統建築を区別しない。
朝鮮半島の歴史を通じて、その半島の上に存在している伝統建築はほとんど木造建築である。ほかの東アジア諸国と同じく、朝鮮建築は中国建築から強い影響を受け続けていて、朝鮮民族の手によって独創性を加えて発展したきた。住むことができない、茶室や王宮・寝室にもできない「純儀式用」の仏教・儒教建築もほかのアジアの国より多い。
朝鮮民族に住んでいた先住民族、日本人やロシア人のような開拓民も朝鮮の建築に影響を与えたが、韓中と比べると圧倒的に少ない。日本統治時代以降は徐々に日本や西洋の影響を受けていて、石造りや鉄骨の建築は多くなった。朝鮮戦争後、より頑丈なコンクリート製建築は韓国の主流となっている。一部の韓国の現代建築は、朝鮮古来の風習を継承していて現代韓国人の生活に浸透してきた。例えば韓国人は「傾斜した屋根のほうが縁起いい」という認識があり、現代建築にもそうに従って作っていた。

## 特徴
- 朝鮮の伝統建築と日中の違いは三つあり、それは「柱の厚さ・軒（のき）の長さ・装飾の無さ」にある。日本や中国のものと比べて、朝鮮建築はその寛大な柱、沈重な軒、素朴な装飾といった特徴が目立つ。
- ほかの朝鮮半島の芸術やハングル・韓服と同様に、朝鮮建築は「自然主義」や「合理主義」の原理に従い、意図的に使いやすくするという傾向が強い[3]。実用面では古代から現代に至るまで、建築の造り方や建築学の教材は簡素化への推進はずっと続いており、現代韓国の建築士や木工職人の新人にとっては非常に学びやすいのほうものとなっている。

## 参考書物
- バニスター・フレッチャー著　サー・バニスター・フレッチャーの建築史, Architectural Press, 20th edition, 1996 (first published 1896). ISBN 0-7506-2267-9. Cf. Part Four, Chapter 25.
- キム・ソンウ：韓国の仏教建築, Hollym Publishers 2007, ISBN 978-1-56591-226-7.